# Jérôme Maselis
Jérôme Maselis, (Roeselare, 18 november 1897 - Antwerpen, 22 december 1937) was een Belgisch ondernemer. Hij was met zijn bedrijf AVIX (later Maselis) een van de pioniers van de mengvoederindustrie.

## Biografie
Jérôme Maselis was de zoon van zaadhandelaar en gemeenteraadslid Louis Maselis. Jérôme zou onder meer in Engeland onderwijs volgen. Tijdens de Eerste Wereldoorlog was hij als soldaat actief. Als oud-strijder hield hij een zwakke gezondheid aan de oorlog over. In 1923 huwde hij met Marguerite Bouckaert die via haar familie een meubelhandel had. Het gezin kreeg vier kinderen, maar zijn vrouw overleed in het kraambed. Hij hertrouwde met zijn schoonzuster Marie-Louise Bouckaert met wie hij ook vier kinderen kreeg. 
Na het overlijden van zijn vader in 1920 richtte Jérôme met zijn broer Joseph een nieuwe handelsfirma in granen en zaden op. Na enkele jaren besloot Jérôme zijn broer uit te kopen, hoewel het bedrijf nog verder onder de naam Gebroeders Maselis door het leven zou gaan. Jérôme zag al snel toekomst in de mengvoeders voor de veeteelt. Zijn gedeponeerde merk 'Avix' voor de hoenderteelt was een van de eerste mengvoeders in het land. Hij kocht een terrein langs het kanaal Roeselare-Leie en liet er een gebouw in betonconstructie optrekken. Na enkele jaren kon hij het bedrijf uitbreiden tot een volwaardige veevoederfabriek compleet met olieslagerij, veevoederafdeling en maïzerie. Hij kreeg al snel navolging, niet in het minst langs het kanaal Roeselare-Leie zelf waar de ene veevoederfabriek na de andere opgetrokken werd.
Maselis overleed in het ziekenhuis van Antwerpen na een operatie. Zijn weduwe werd statutair zaakvoerder. Samen met haar broer Norbert Brouckaert als directeur slaagden ze er in het werk van Jérôme verder te zetten en ‘AVIX’ tot een grote marktspeler in de veevoedernijverheid uit te bouwen. Zoon Antoon Maselis zou later het bedrijf overnemen en inmiddels is met Patrick Maselis al de volgende generatie actief in het bedrijf dat nu gewoon 'Maselis' heet. Als nagedachtenis schonk zijn weduwe een brandraam met opschrift ‘Jérôme Maselis 1937’ aan de O.-L.-Vrouwekerk te Roeselare. 